# Ramularia glechomatis
Ramularia glechomatis är en svampart som beskrevs av U. Braun 1993. Ramularia glechomatis ingår i släktet Ramularia och familjen Mycosphaerellaceae.   Inga underarter finns listade i Catalogue of Life.